# Гви
Гви (Гкви, Гуи) (Gewi, Gcwi) e бушменски и хотентотски културен герой. Той е по-малкият син на бога-създател Цагн и жена му Коти. Двамата с брат си Когаз са велики вождове и смели войни. Заедно с Когаз научават хората как да изкопават корени за храна със специално направени от тях пръчки и прикрепен към върха им остър камък. Те са и първите крале (вождове) на бушмените.

## Митът заантилопите
Когато Цагн и Коти създавали антилопите, те се стараели да сътворят такива животни, които да са удобни за лов и да служат за храна на хората. Затова след като светът се изпълнил с антилопи, Цагн изпратил по-малкия си син Гви да се опита да убие няколко. Защото той бил този, който пробол с копието си първата антилопа, дъщеря на Коти и Цагн и носел вина за нейната смърт. Гви тръгнал, старал се много, дал всичко от себе си, но се върнал задъхан, изтощен, с наранени крака и без никакъв успех. На следващия ден баща му отново го изпратил на лов и той отново не успял да убие нито една антилопа. Животните оставали неуязвими, защото в костите си носели частица от Цагн. Тогава богът изпратил най-големия си син Когаз да подгони антилопите към него. И с едно хвърляне на копието си успял да убие три едновременно. После изпратил братята да отидат на лов, като преди това ги благословил. Гви убил една, а Когаз – две антилопи. През този ден ловът нахранил всички хора от племето. И оттогава антилопите станали основният обект за лов и изхранване на бушмените.